# Yelena Valeryevna Milashina

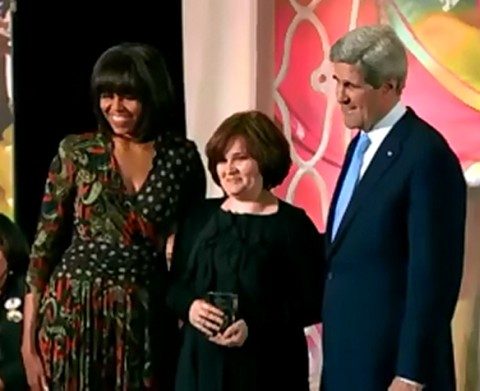
Elena Milashima tại buổi lễ trao Giải quốc tế cho Phụ nữ dũng cảm ngày 8.3.2013

Yelena (còn được viết là Elena) Valeryevna Milashina (tiếng Nga: Елена Валерьевна Милашина; sinh năm 1978) là nhà báo người Nga làm việc cho tờ báo Novaya Gazeta (Но́вая газе́та), một tờ báo độc lập nổi tiếng ở Nga. Cô từng nói: "Tờ Novaya Gazeta là tờ báo duy nhất ở Nga mà tôi có thể tác nghiệp như một nhà báo thực sự"

## Tác nghiệp
Cô chuyên về các phóng sự điều tra, trong đó có những cuộc điều tra về vi phạm nhân quyền và tham nhũng ở Nga, Chechenya, vùng Bắc Kavkaz, Nam Ossetia và Dagestan cùng cuộc điều tra về vụ người bạn đồng nghiệp Anna Stepanovna Politkovskaya bị ám sát tại Moskva năm 2006.

## Bị tấn công
Sáng sớm ngày 5.4.2012, Milashina cùng với người bạn Ella Asoyan, đã bị 2 kẻ lạ mặt xông vào tấn công tại Balashika, vùng lân cận của Moskva.

## Giải thưởng
- Tháng 10 năm 2009 cô được trao "Giải Alison Des Forges" của Tổ chức Theo dõi Nhân quyền về hoạt động đấu tranh chính trị phi thường.[3]
- Năm 2013 Elena Milashina được trao Giải quốc tế cho Phụ nữ dũng cảm của Bộ Ngoại giao Hoa Kỳ.[4]